# أماني تحت قوس قزح
أماني تحت قوس قزح، فيلم لبناني تم تصويره في لبنان عام 1985، أثناء الحرب الأهلية اللبنانية، يتناول قصة أطفال عاشوا التشرد بسبب الحرب، ليبقوا تحت رحمة تجار الحرب باحثين عن المأوى والمأكل والحياة.
أخرج الفيلم سمير خوري وكان من بطولة ريمي بندلي، أحمد الزين، ماجد أفيوني، ليلى الحكيم، فيليب جبور.